# 馬魯帕區
13°11′28″S 37°30′18″E / 13.191°S 37.505°E

馬魯帕區（葡萄牙語：Marrupa），是莫桑比克的行政區，位於該國西北部，由尼亞薩省負責管轄，首府設於馬魯帕，面積17,730平方公里，2007年人口53,649，人口密度每平方公里3人。